# Frankenloch bei Heldra
Das Frankenloch bei Heldra ist ein natürlich entstandener Altwasserarm der Werra in der Gemarkung von Heldra im nordhessischen Werra-Meißner-Kreis. Wegen der hier vorkommenden seltenen Tier- und Pflanzenarten, die im Frankenloch ein Rückzugsgebiet in der sonst recht intensiv genutzten Werraaue gefunden haben, wurde der Bereich 1995 als Naturschutzgebiet ausgewiesen. Seit 2008 gehört das Frankenloch auch als Fauna-Flora-Habitat-Gebiet zu dem europäisch vernetzten Schutzgebietssystem Natura 2000.

## Lage

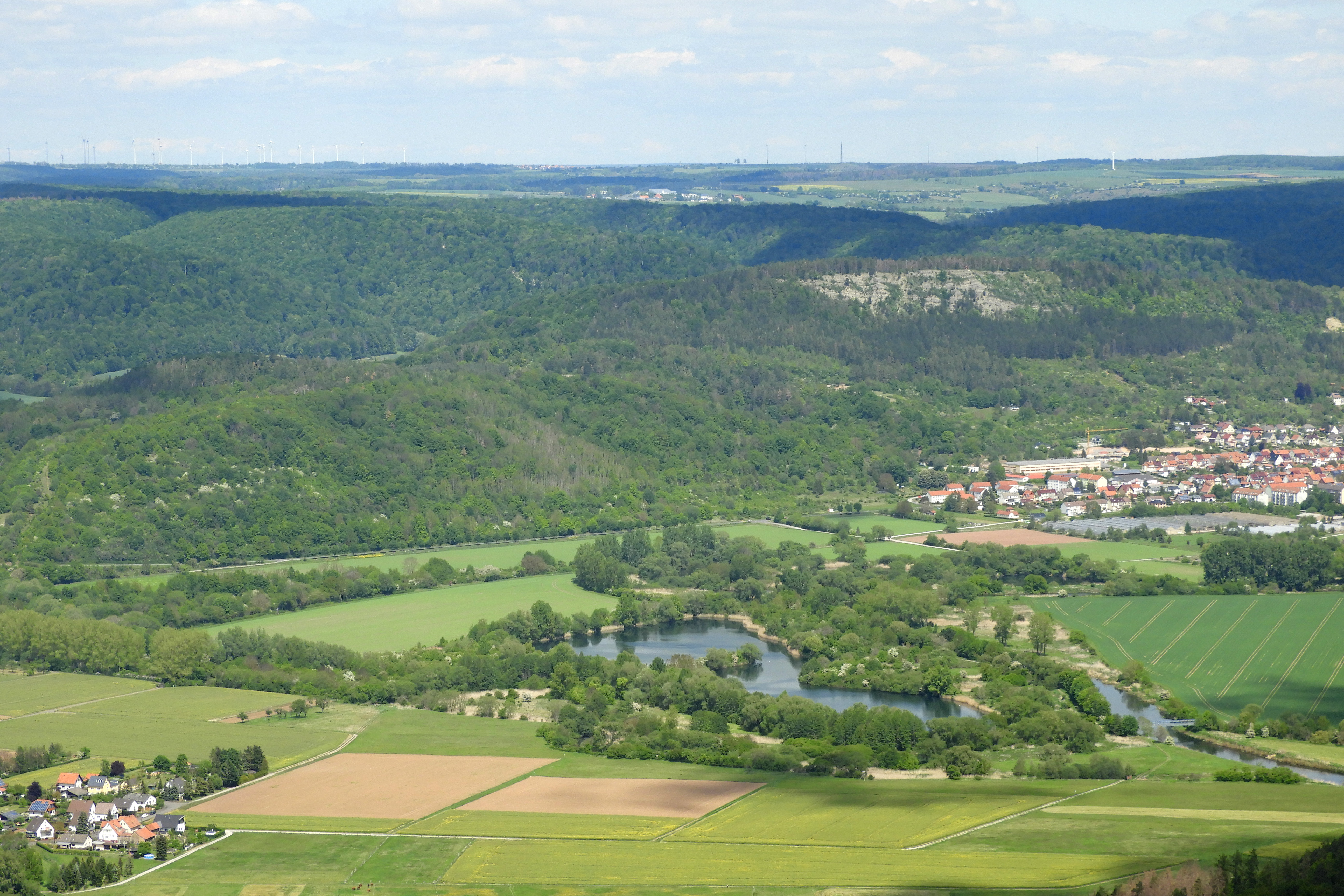
Blick vom Heldrastein auf die Schutzgebiete in der Aue zwischen Treffurt (im Bild rechts) und Heldra (links)

Der geschützte Bereich des Frankenlochs liegt östlich des Wanfrieder Stadtteils Heldra, unterhalb des Heldrasteins, der sich mit einer Höhe von 503,8 m am Nordostrand des Nördlichen Ringgaus erhebt. Es erstreckt sich als schmaler Streifen mit einer Breite von etwa 10 m bis 160 m entlang der Landesgrenze zu Thüringen, die in dieser Region besonders verwinkelt und verschlungen ist. Im Südosten begrenzt die Werra mit einer Länge von rund 270 m das Schutzgebiet. Das Frankenloch gehört zum Geo-Naturpark Frau-Holle-Land und wird in der naturräumlichen Gliederung Deutschlands dem Treffurt-Wanfrieder Werratal (358.1) des Unteren Werralands (358) in der Haupteinheitengruppe des Osthessischen Berglands zugeordnet.

## Natur

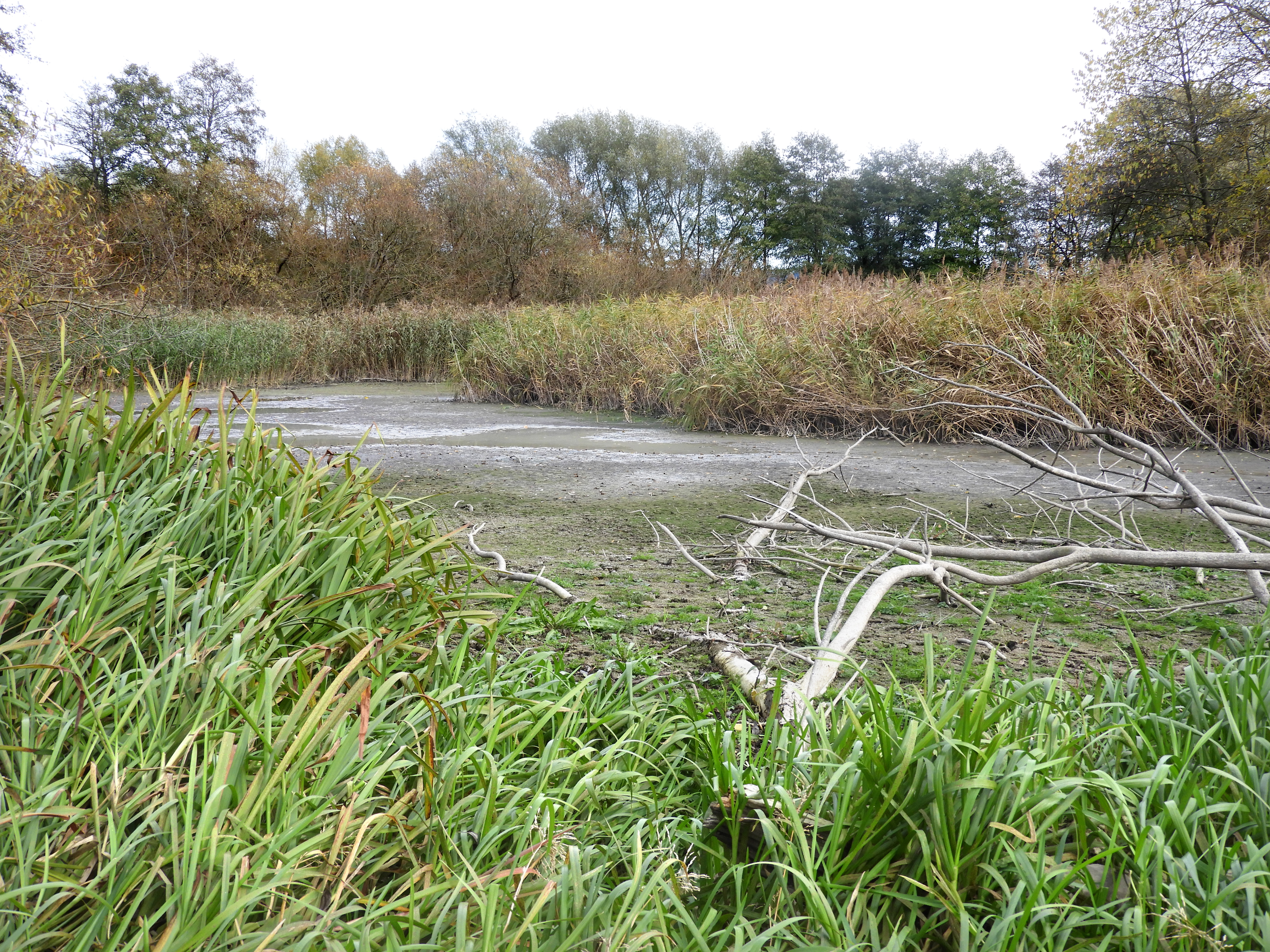
Der Altwasserarm der Werra

Das Frankenloch ist ein älteres, naturnahes Altwasser in einem fortgeschrittenen Verlandungsstadium und wird nur noch bei außergewöhnlichem Hochwasser von der Werra durchströmt. Die Fläche lag Jahrzehnte lang direkt an der DDR-Grenze und war dadurch weitgehend geschützt. Das gilt auch für die auf Thüringer Seite angrenzenden Gebiete, die sich zu einem weitgehend ungestörten Landschaftsteil entwickelten, da der ehemalige Grenzstreifen erst in einiger Entfernung verlief. Ohne die Lage am Rande des ausgedehnten Auenschutzgebiets, mit seinen Gewässern und Röhrichten, wäre die Bedeutung des Frankenlochs als Schutzgebiet viel geringer.
Wissenschaftler untersuchten in den 2000er Jahren im Auftrag der Oberen Naturschutzbehörde des Regierungspräsidiums Kassel das Schutzgebiet. Im Rahmen der Berichtspflicht gegenüber der EU-Kommission mussten für die als Fauna-Flora-Habitat-Schutzgebiete gemeldeten Bereiche Maßnahmenpläne erstellt werden. Nach dem Fachgutachten repräsentiert das Frankenloch, wenn auch nur mit Resten, eine naturnahe Flussauenlandschaft. Das nährstoffreiche Stillgewässer des Altarms gehört zu dem Lebensraumtyp 3150 „eutrophe Seen“. Als bemerkenswert angesehen wird das Vorkommen der Karausche. Die in Hessen vom Aussterben bedrohte Fischart aus der Familie der Karpfenfische ist eine Charakterart der Altgewässer in Auen. Sie sind an fortgeschrittene Verlandungsstadien gebunden und wertgebend für den Lebensraumtyp.
In den Schilfröhrichten, Großseggenrieden, Feuchtbrachen und Hochstaudenfluren finden viele Vogelarten geeignete Habitat- und Reproduktionsbedingungen, durchziehende Vögel nutzen es als Rastbiotop. Besonders seltene Durchzügler sind Drosselrohrsänger, Trauerseeschwalbe, Bekassine, Braunkehlchen, Kiebitz und Kornweihe. Teilweise verweilen diese Vogelarten auch als Nahrungsgäste länger in dem Auengebiet.
Die in der offenen Landschaft liegenden, zu dem Schutzgebiet gehörenden Grünlandflächen werden als Mähwiesen oder Pferdeweiden extensiv bewirtschaftet. Die Böden bestehen aus ein bis zwei Metern mächtigen Auelehmen über Flussschottern.

## Gewässerökologie, Naturschutz und Landwirtschaft

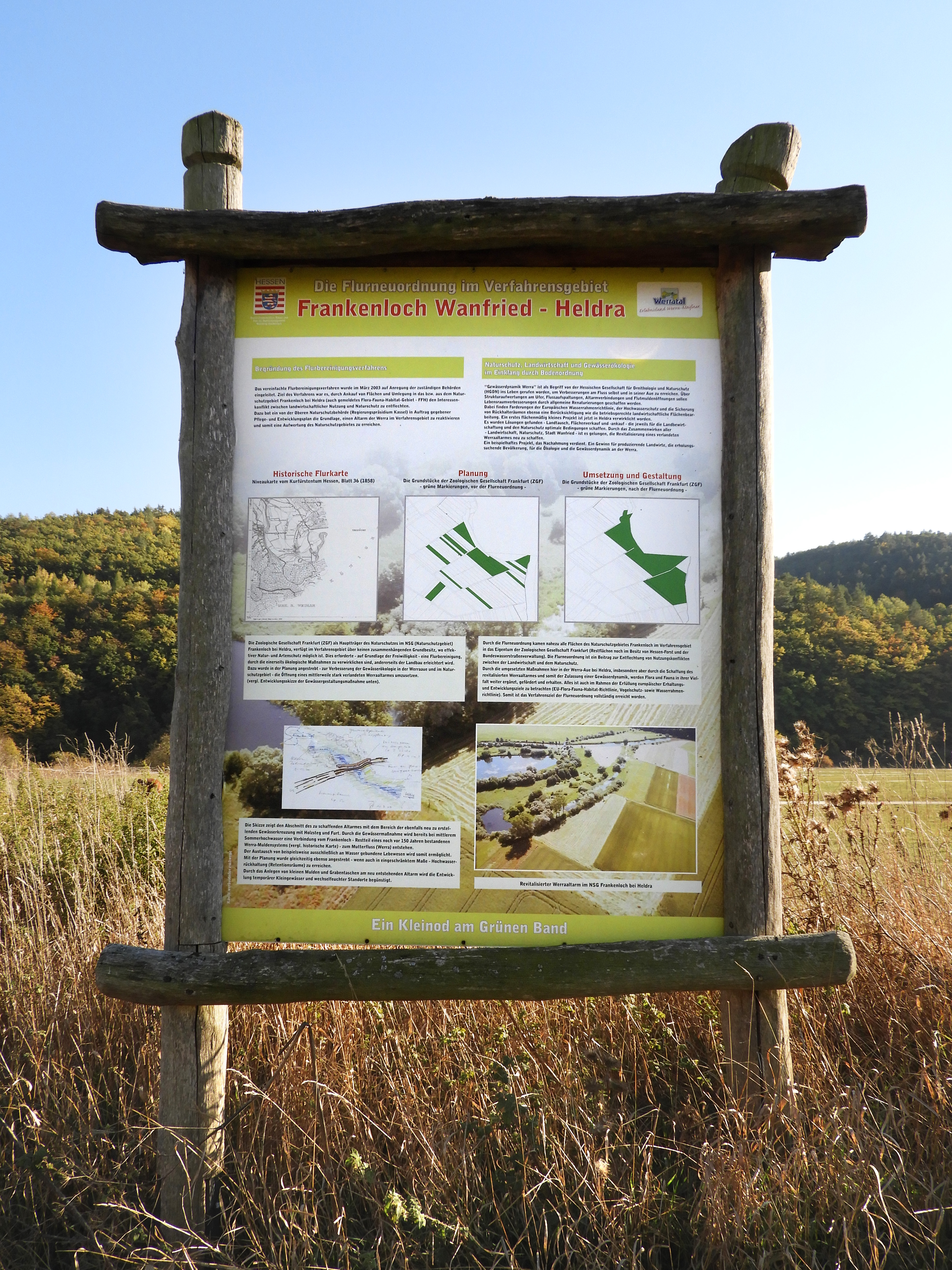
Informationstafel im Naturschutzgebiet.

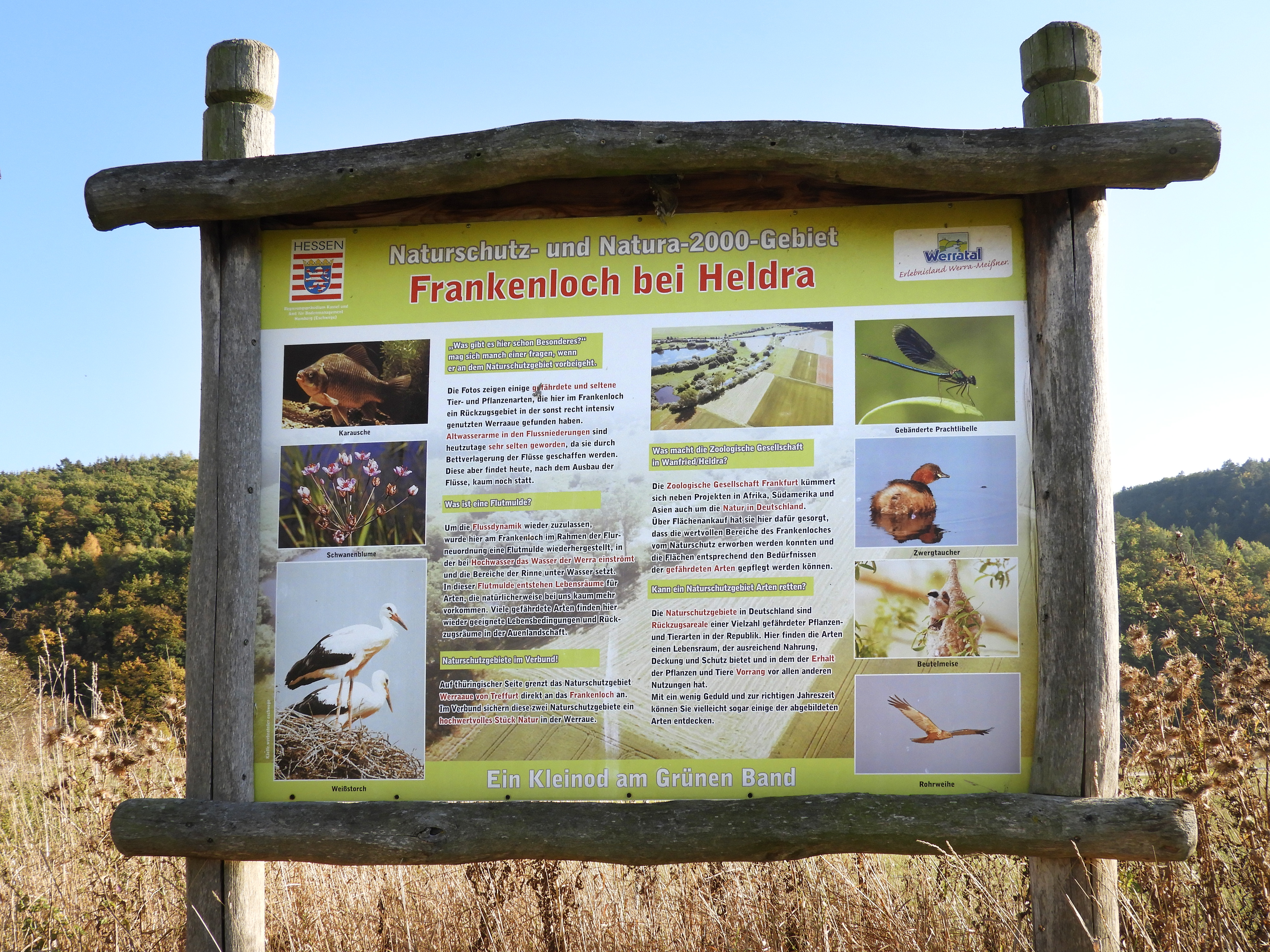
Informationstafel im Naturschutzgebiet.

Unter dem von ihr geprägten Begriff „Gewässerdynamik Werra“ versucht die Hessische Gesellschaft für Ornithologie und Naturschutz (HGON) Verbesserungen am Fluss und in seiner Aue zu erreichen. Durch Strukturaufwertungen auf geschützten Flächen soll möglichst vielen der gefährdeten Pflanzen und Tierarten ein Lebensraum geboten werden, der ausreichend Nahrung, Deckung und Schutz bietet. Mit Hilfe der Zoologischen Gesellschaft Frankfurt, die sich neben ihren außereuropäischen Projekten auch um die Natur in Deutschland kümmert, konnten Bereiche des Frankenloches gekauft werden. Mit einem Flurbereinigungsverfahren kamen nahezu alle Flächen des Naturschutzgebietes in das Eigentum der Zoologischen Gesellschaft. Einige Restflächen sind noch im Besitz von Hessen-Forst und der Bundeswasserstraßenverwaltung.
Die im März 2003 eingeleitete Flurneuordnung hatte das Ziel den Interessenkonflikt zwischen Landwirtschaft und Naturschutz zu entflechten. Mit dem Leitbild einer naturnahen, teilweise extensiv genutzten Flussauenlandschaft konnten durch Ankauf und Tausch die landwirtschaftlich intensiv genutzten Flächen aus dem Naturschutzgebiet herausgelöst werden.
Um die Flussdynamik wieder zuzulassen, wurde eine verlandete Flutmulde durch Ausbaggerung wieder geöffnet. Bei Hochwasser kann das Wasser der Werra einströmen und die Bereiche der Rinne unter Wasser setzen. In dieser Flutmulde sollen speziell an solche Bedingungen angepasste Arten geeignete Lebensbedingungen und Rückzugsräume finden.
Neben der Flutmulde wurden zwei Infotafeln aufgestellt um Akzeptanz für die Veränderungen im Schutzgebiet zu erreichen. Sie erteilen Auskunft über die ökologische Bedeutung des Frankenlochs und sollen den Besuchern ermöglichen den Sinn und Zweck der Maßnahmen nachzuvollziehen.

## Unterschutzstellung

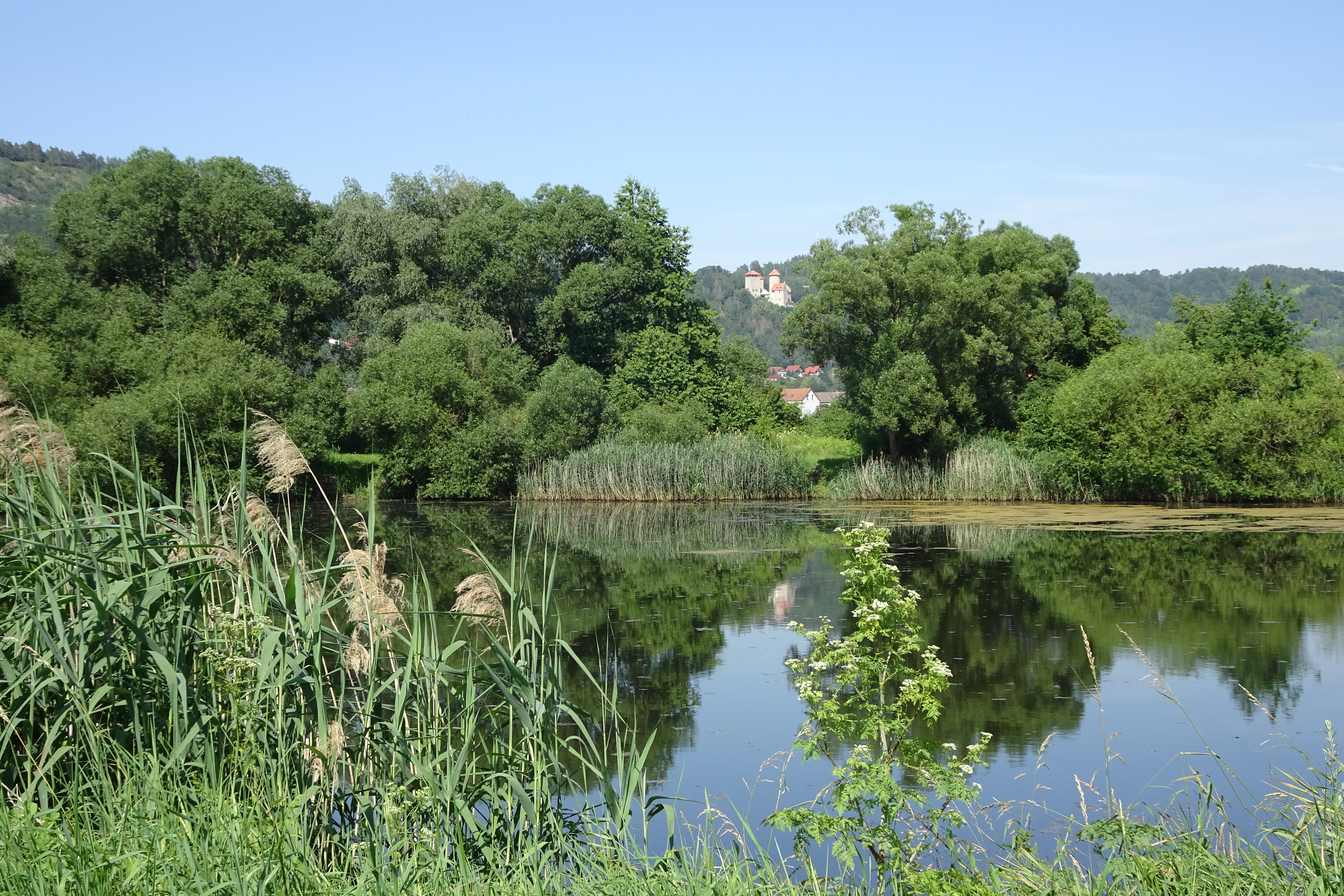
Eines der kleineren, bereits vor mehr als sechzig Jahren ausgekiesten Gewässer im nordöstlichen Teil der Werraaue

- Naturschutzgebiet

Mit Verordnung vom 28. November 1995 des Regierungspräsidiums in Kassel wurde der Flussauenbereich mit dem Altarm der Werra zum Naturschutzgebiet erklärt. Mit der Unterschutzstellung sollte der naturnahe Bereich geschützt werden, „um den hier vorkommenden seltenen Tier- und Pflanzenarten einen Lebensraum zu erhalten und diesen durch eine extensive Grünlandbewirtschaftung und weitere Pflegemaßnahmen zu entwickeln“. Das Naturschutzgebiet mit einer Größe von 8,9 Hektar hat die nationale Nummer 1636029 und den WDPA-Code 163136.
- Fauna-Flora-Habitat-Gebiet

Im Rahmen der der Umsetzung der Fauna-Flora-Habitat-Richtlinie wurde das Frankenloch mit den gleichen Gebietsgrenzen und Erhaltungszielen im April 1999 der EU-Kommission für das länderübergreifende Netz besonderer Schutzgebiete „Natura 2000“ gemeldet. Die Schutzwürdigkeit wurde mit dem Mosaik kleinräumiger Feuchtbiotope begründet, die aus Schilfröhrichten, Großseggenrieden, Hochstaudengesellschaften und Resten eines Weichholz-Auwalds bestehen sowie mit den Vorkommen seltener und besonders geschützter Brutvögel in den Schilfbereichen. Neben dem Gebietsmanagement und dem damit verbundenen Monitoring forderte die EU eine förmliche Schutzerklärung, die im Januar 2008 mit der „Verordnung über Natura 2000-Gebiete in Hessen“ erfolgte. Das FFH-Gebiet hat die Gebietsnummer 4827-302 und den WDPA-Code 555520192.
- Landschaftsschutzgebiet

Der größere südliche Teil des Frankenlochs liegt im Landschaftsschutzgebiet „Auenverbund Werra“. Es wurde im Jahr 1992 eingerichtet, um die verschiedenen Wiesen- und Ufervegetationstypen des Gewässers zu schützen und naturnahe Gewässerabschnitte zu erhalten oder sie wieder herzustellen. Das aus mehreren, unterschiedlich großen Teilgebieten bestehende Schutzgebiet besitzt eine Größe von rund 4000 Hektar und erstreckt sich entlang der mittleren und unteren Werra in den Landkreisen Hersfeld-Rotenburg und Werra-Meißner.
- Nationales Naturmonument „Grünes Band Hessen“

Mit dem Gesetz über das Nationale Naturmonument „Grünes Band Hessen“, das der Hessische Landtag im Januar 2023 beschlossen hatte, wurde das Frankenloch vollständig in den Biotopverbund integriert. In dem, in drei Zonen aufgeteilten Grünen Band, liegen die Flächen des Frankenlochs innerhalb der Zone I, das die „unbeeinflusste, natürliche Dynamik der Ökosysteme mit ihren Zusammenbruchs- und Pionierphasen und der dazugehörigen Fauna und Flora“ sichern soll. Gemeinsam dem Grünen Band Thüringens, das mit der Entscheidung des Thüringer Landtages bereits im Jahr 2018 zum Nationalen Naturmonument erklärt wurde, verbindet es zahlreiche seltene Lebensräume entlang der ehemaligen innerdeutschen Grenze und soll zur Erhaltung der biologischen Vielfalt beitragen.
- Benachbarte Schutzgebiete

Auf der thüringischen Seite grenzt die „Werraaue Treffurt“ unmittelbar an das Frankenloch. Die Biotope und Arten, die der Auenbereich um die mit Wasser gefüllten ehemaligen Kiesgruben beherbergt, gelten als besonders schutzwürdig. Um sie zu erhalten und Störungen von ihnen fernzuhalten hatte das Thüringer Landesverwaltungsamt, als Obere Naturschutzbehörde, die Fläche im Juni 1996 zum Naturschutzgebiet erklärt. Die Aue mit ihren 68,5 Hektar bildet mit dem Frankenloch eine räumliche und funktionale Einheit, deren große Flächen dafür sorgen, dass den in den Flussniederungen lebenden Arten ein ausreichend großes Areal zur Verfügung steht. Das Naturschutzgebiet hat die thüringeninterne Kennung 218 und den WDPA-Code 166254.
Das Flussbett der Werra in Thüringen gehört zu dem FFH-Gebiet „Werra bis Treffurt mit Zuflüssen“, das sich mit vielen Teilflächen von den Quellbereichen bis zur Landesgrenze bei Treffurt erstreckt. In dem 2.260 Hektar großen Natura-2000-Gebiet, mit der Nummer 5328-305 und der landesinternen Kennung 111, sollen das ausgedehnte Fließgewässersystem, mit der flutenden Wasserpflanzenvegetation und den für Thüringen bedeutsamen Vorkommen von Groppen und Bachneunaugen geschützt werden.

## Besucherhinweis

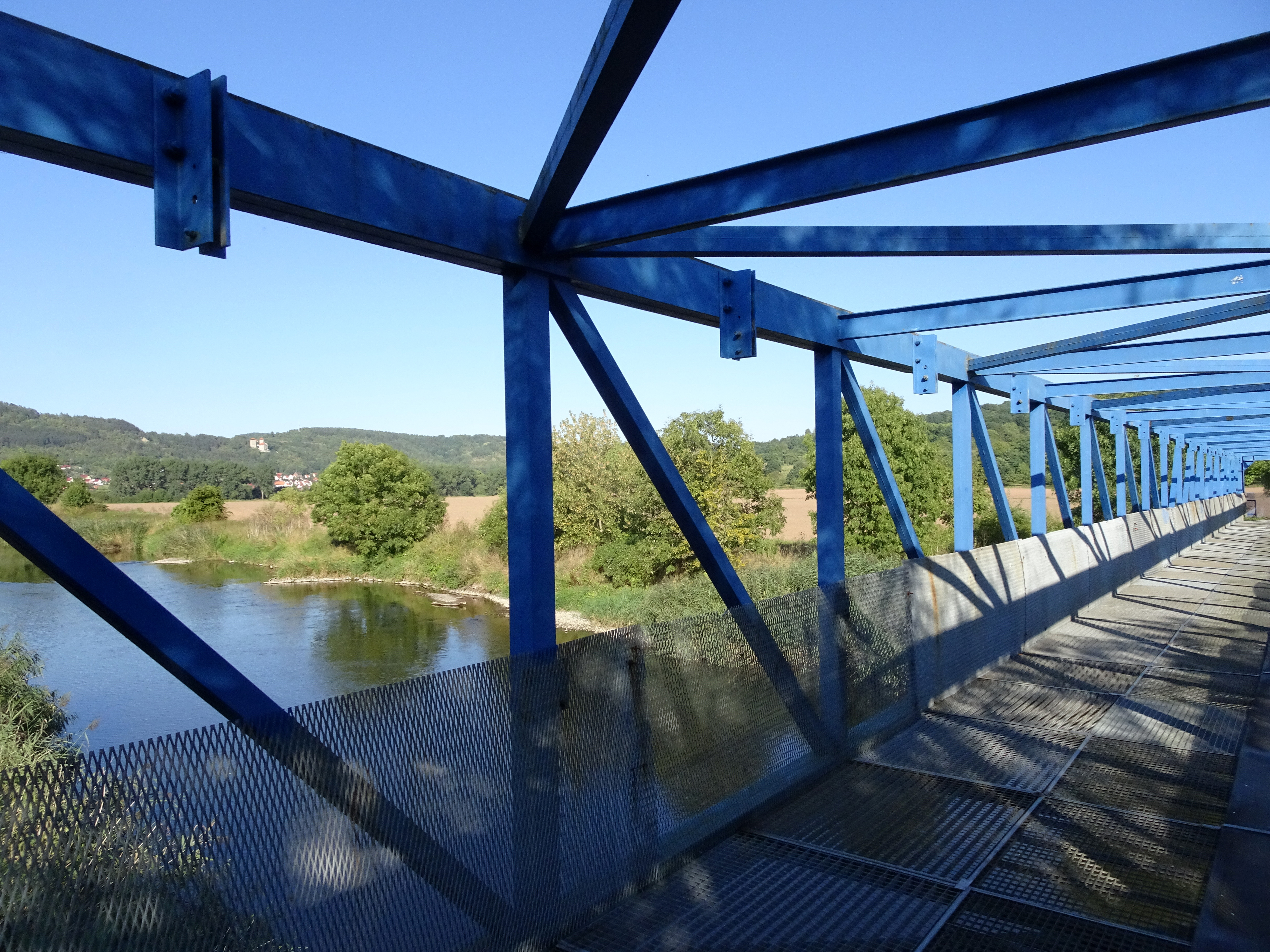
Die „Blaue Brücke“ über die Werra: Die einstige Flusssperre der DDR-Grenzanlage wurde zu einer Brücke für Radfahrer und Wanderer.

- Zwischen Treffurt und Heldra führt mit einer Länge von etwa fünf Kilometern ein Rundweg durch das Frankenloch und die Werraaue.
- Der Premiumwanderweg P6 „Heldrastein“ des Geo-Naturparks Frau-Holle-Land verläuft ebenfalls durch den geschützten Bereich in der Aue und zum Turm der Einheit auf dem Heldrastein. Die rund zwölf Kilometer lange Strecke wurde mit dem Wandersiegel des Deutschen Wanderinstituts ausgezeichnet und wird wegen der teilweise sehr steilen An- und Abstiege als „anspruchsvoll“ eingestuft.[18]
- Ein Relikt aus der Zeit des Kalten Krieges ist die blaue Stahlbrücke, die im Schutzgebiet die Werra überquert. Von der einstigen Flusssperre der DDR-Grenzanlage, die mit tiefreichenden Gittern die Flucht über die Werra verhindern sollte, wurden nach der Grenzöffnung viele Brückenteile entfernt. Den Aktiven der Interessengemeinschaft Heldrastein gelang es, die abgebauten Gehroste und Gitter wieder zurückzubekommen und neu zu verlegen.[19]
- Der Werratal-Radweg verläuft auf der Etappe zwischen Creuzburg und Eschwege an der nördlichen und westlichen Seite des Schutzgebiets vorüber.